# Kurt Richebächer
Dr. Kurt Richebächer (1919 – 24 agosto 2007) è stato un economista tedesco, nonché un importante banchiere a livello internazionale. Si è sempre definito "seguace" della scuola austriaca. È famoso soprattutto per le sue newsletter intitolate "The Richebächer Letter", conosciute anche come "Currencies & Credit Markets".
Ancora studente, venne mandato dal padre in Gran Bretagna, con l'obiettivo di allontanarsi dalla Germania nazista e di imparare l'inglese. Una volta a Londra cominciò la sua passione per l'economia. Successivamente tornò a studiare in Germania, a Berlino, dove ottenne il dottorato in economia dopo la fine della seconda guerra mondiale.

## Anni post-guerra
Dopo il ritorno in Germania Ovest, Dr. Richebächer divenne un commentatore economico e finanziario. Nel 1957 tornò a Londra per diventare commentatore della politica economica britannica. Nel 1964 venne nominato direttore alla Dresdner Bank, importante banca con sede in Francoforte sul Meno. Nonostante questa sua posizione di rilievo nel panorama finanziario tedesco ed europeo non esitò a criticare, anche duramente, la politica monetaria del cancelliere tedesco di allora, Helmut Schmidt.
Nel 1977 Jürgen Ponto, suo direttore, nonché amico e sostenitore, venne ucciso in un attentato della Rote Armee Fraktion, un'organizzazione di guerriglia urbana dell'estrema sinistra tedesca. Dopo questo evento Richebächer decise di lasciare il suo ruolo alla Dresdner Bank per ricoprire un ruolo free lance. In quegli anni svolse un ottimo lavoro alla banca diretta, tanto da essere elogiato da due importanti banchieri a livello mondiale, quali Paul Volcker (ex governatore della Federal Reserve) e John Exter. Rimase per molti anni amico di Volcker.
Gli ultimi anni di vita Richebächer li visse in Francia. In questo periodo pubblicò le "The Richebächer Letter" e contribuì spesso al sito libertario dailyreckoning.com. Divenne famoso per la sua visione negativa dell'economia statunitense e mondiale in generale e per la sua diffidenza nei confronti della teoria più comune in merito alle cause della Grande depressione, teoria che darebbe le maggiori colpe alla speculazione.
Kurt Richebächer è morto il 24 agosto 2007, all'età di 88 anni.